# Trg komandanta Staneta, Ljubljana
Trg komandanta Staneta je trg v Šiški (Ljubljana), ki je ime dobil po partizanskem generalu Francu Rozmanu - Stanetu. Čez Celovško cesto se nahajajo Celovški dvori.
Leta 2006 je bila večina trga preurejena za potrebe Stanovanjsko-poslovnega kompleksa Trg komandanta Staneta, ki je bil zgrajen v letih 2006-08; v kompleksu so med drugim nahaja Knjižnica Šiška. 